# Stenocercus nigromaculatus
Stenocercus nigromaculatus är en ödleart som beskrevs av  Noble 1924. Stenocercus nigromaculatus ingår i släktet Stenocercus och familjen Tropiduridae. IUCN kategoriserar arten globalt som otillräckligt studerad. Inga underarter finns listade i Catalogue of Life.